# Марк Юліано
Марк Юліано (італ. Mark Iuliano, нар. 12 серпня 1973, Козенца) — італійський футболіст, що грав на позиції захисника. По завершенні ігрової кар'єри — футбольний тренер. Кавалер ордена «За заслуги перед Італійською Республікою» (2000).
Провів більшу частину своєї кар'єри у «Ювентусі» в Серії А, з яким він виграв кілька національних (чотириразовий чемпіон Італії та триразовий володар Суперкубка Італії) і міжнародних (володар Суперкубка УЄФА, Міжконтинентального кубка та Кубка Інтертото) трофеїв. Вважається одним з найкращих італійських захисників свого покоління. Також виступав за національну збірну Італії, з якою став фіналістом Євро-2000 і учасником чемпіонату світу 2002 року.

## Клубна кар'єра

### Ранні роки
Народився 12 серпня 1973 року в місті Козенца. Вихованець футбольної школи клубу «Кампанья».
У дорослому футболі дебютував 1990 року виступами за команду «Салернітана», в якій провів два сезони, взявши участь у 29 матчах чемпіонату. У сезоні 1992/93 виступав на правах оренди у «Болоньї», після чого ще рік провів в оренді в «Монці». З 1994 року знову став виступати за «Салернітану», де провів ще два роки.

### «Ювентус»

#### 1996/97
Влітку 1996 року калабрійський захисник став гравцем «Ювентуса» і 15 вересня дебютував у Серії А в матчі проти «Кальярі». Юліано відразу ж зміг взяти участь у тріумфах команди Марчелло Ліппі: в листопаді того ж року клуб виграв Міжконтинентальний Кубок, на початку року наступного — Суперкубок Європи, а за підсумками сезону 1996/97 клуб став чемпіоном Італії. На початку того дебютного сезону, коли після відходу основих центрбеків П'єтро Верховода і Массімо Каррери Ліппі ще не визначився з новою парою центральних захисників, Юліано порівняно часто потрапляв в основний склад. Але до середини сезону трійка Чіро Феррара-Паоло Монтеро-Серджіо Порріні впевнено застовпила за собою основу і запас в центрі захисту, і Юліано міцно сів на лавку. Втім, у передостанньому 33 турі чемпіонату Італії, коли Ліппі перед фіналом Ліги чемпіонів дав відпочити деяким гравцям основи, Марк Юліано зрівняв рахунок у матчі проти «Аталанти» і, забивши свій перший м'яч за новий клуб, приніс йому двадцять четверте чемпіонство в історії. У лігочемпіонівському фіналі Юліано також провів на полі усі 90 хвилин, проте туринці поступились 1:3 дортмундській «Борусії» і не здобули трофей.

#### 1997/98
В наступному сезоні, незважаючи на перехід Серджіо Порріні в «Глазго Рейнджерз», Марк Юліано не став частіше з'являтися на полі, оскільки зв'язка Феррара-Монтеро грала відмінно і не потребувала заміни. Так і було протягом усього першого кола, аж до 18 туру Серії А, коли в матчі з «Лечче» важку травму — подвійний перелом гомілкової кістки лівої ноги — отримав Чіро Феррара, вибувши до кінця сезону. Саме Юліано був покликаний замінити Феррару в основі і зробив це дуже якісно. Феррара, спостерігаючи за матчами з трибун і відповідаючи на питання про гру Юве, жартував: «Трохи турбує захист — так, чого доброго, і без мене обійдуться!».
У тому сезоні Юліано встиг відзначитися у двох найважливіших поєдинках. Першим з них став матч 31-го туру чемпіонату з відстаючим на 2 очки «Інтернаціонале» на «Делле Альпі», матч за скудетто. У другому таймі за безпосередньої участі Юліано сталася пригода, яка згодом стала причиною палких дискусій. Роналду увірвався в штрафну Юве, напоровся на Юліано і впав. Суддя пенальті не дав, захисники «чорно-білих» швидко переправили м'яч Зідану, який проник на половину поля міланської команди і віддав м'яч Дель П'єро, який, в свою чергу, також впав у штрафному майданчику, але цього разу суддя дав пенальті. Незважаючи на те, що Джанлука Пальюка удар Дель П'єро з точки парирував, «Ювентус» той матч виграв і захистив титул чемпіона країни. Другим «матчем сезону» став фінал Ліги Чемпіонів проти мадридського «Реала», який закінчилися для Юліано особисто і «Ювентуса» в цілому не настільки добре. Саме від Юліано м'яч відскочив до югославського форварда мадридців Предрага Міятовича, який і забив єдиний та вирішальний гол у матчі, змусивши туринців вдруге поспільт капітулювати у фіналі Ліги чемпіонів.

#### 1998/99
Наступний сезон, 1998/99 років, став продовженням кошмару фіналу Ліги Чемпіонів проти «Реала». Вся команда грала слабко, не став винятком і Юліано. Крім того, практично в самому початку сезону Марк отримав серйозну травму і вибув на тривалий час. Сам же «Ювентус» за підсумками сезону зайняв лише 7 місце, і навіть поступився в матчі плей-оф місцем у Кубку УЄФА «Удінезе» (0:0, 1:1). Щоправда, перемога в Кубку Інтертото все ж дозволив команді на наступний сезон взяти участь у другому за престижністю європейському змаганні.

#### 1999/00
Після провального попереднього сезону в «Ювентусі» з'явився новий тренер — Карло Анчелотті, який змінив стандартну ігрову схему 4-4-2 на 3-5-2, і захисне тріо Монтеро-Феррара-Юліано пропустило рекордно низьку кількість м'ячів у Серії А за новітню історію «Ювентуса» — всього 20. Проте зоряний напад на чолі з Зіданом забив лише 46 м'ячів, що, в кінцевому підсумку, зупинило Стару Синьйору за одне очко від скудетто, а чемпіоном стало «Лаціо».

#### 2000/01
У сезоні 2000/01 років Анчелотті тасуванням нападників (Дель П'єро, Індзагі, Трезеге, Ковачевич, Фонсека, Еснайдер) істотно підвищив результативність, але це не принесло йому успіху — «Ювентус» забив 61 м'яч (третій результат після чемпіона «Роми» та бронзового призера «Лаціо»), але посів все те ж друге місце в чемпіонаті Італії. А захист теж став другим з 27 м'ячами, поступившись першістю пармезанцям Каннаваро і Тюраму, які пропустили на м'яч менше. Крім того, на початку сезону через травми ветеранів (в тому числі і Юліано) у захисті грали Марко Дзанкі та Ігор Тудор. Дзанкі після серії провальних матчів був відправвлений в оренду, а Ігор Тудор, який чудово зарекомендував себе протягом всього сезону, продовжував надавати серйозну конкуренцію основному тріо центральних захисників, не забуваючи при цьому підключатися до атаки — він забив аж 6 голів, стільки ж, скільки Зідан, і на м'яч більше нападника Ковачевича.

#### 2001/02
Влітку 2001 року «стару сеньйору» знову очолив Марчелло Ліппі, разом з яким повернулася і схема 4-4-2. Новим складом чемпіонської оборони Ліппі наступних двох років стали Тюрам — праворуч, Феррара і Монтеро в центрі, Пессотто — зліва. Юліано було місце лише на заміні. Але і там він вже не був першим. Щоправда саме Юліано провів увесь матч на Суперкубок Італії 2002 року і допоміг команді виграти трофей.

#### 2002/03
У наступному сезоні Юліано залишився запасним гравцем. Так на фінал Ліги Чемпіонів 2003 року Ліппі в основу не виставив Пессотто і змістив ліворуч Монтеро, а в пару до Феррари поставив не Юліано, а молодого Тудора. Коли ж хорват ще у першому таймі отримав травму, то Монтеро повернувся в центр, а Тудора змінив Бірінделлі, який і закрив ліву бровку. Цей фінал «Ювентус» знову програв, цього разу у серії післяматчевих пенальті, через що Юліано так і не зміг з трьох спроб виграти найпрестижніший європейський трофей. Проте вже за кілька місяців туринці взяли реванш у «Мілана» за поразку у фіналі Ліги чемпіонів, здолавши їх також у серії пенальті в матчі на Суперкубок Італії, в якому Юліано взяв безпосередню участь.

#### 2003/04
Сезон 2003/2004 років став найгіршим в історії захисту Юве за багато десятиліть — 42 пропущених м'ячі і лише третє місце. Для порівняння, «Рома» Капелло, що посіла друге місце змогла перекрити навіть рекорд «Ювентуса» Анчелотті — всього 19 м'ячів, а скудетто здобув «Мілан», який пропустив 25 м'ячів. До такого провалу захисних порядків був причетний і Юліано, який став виходити значно частіше, оскільки Ліппі старанно тасував захисників в надії знайти хоч-якусь комбінацію, яка гарантувала б менше 2 голів за гру. А комбінацій було чимало, адже до Монтеро, Феррари, Юліано і Тудора додався молодий Нікола Легроттальє з «К'єво» і ветеран Сальваторе Фрезі з «Болоньї». Але навіть переведення Тюрама в центр не допомогло у тому сезоні і вже тоді стало зрозуміло, що в наступному сезоні захисна лінія піддасться серйозній чистці. Тому в тому сезоні Марк востаннє вписав себе в історію «Ювентуса» — він вперше в своїй кар'єрі забив 2 голи в чемпіонаті, по м'ячу в кожному з матчів проти «Болоньї», принісши своєму клубу 6 очок.
Влітку 2004 року команду очолив Фабіо Капелло, який серйозно зайнявся захистом і привів в команду Каннаваро і Зебіну, натомість позбавився від Легроттальє, Фрезі, Тудора і Юліано. Всього у складі «чорно-білих» Юліано провів у Серії А 187 матчів і забив 7 м'ячів.

### Подальша кар'єра
На початку 2005 року Марк став гравцем іспанської «Мальорки», де досить стабільно виступав до кінця 2005 року, після чого повернувся на батьківщину в «Сампдорію».
31 серпня 2006 року Юліано перейшов у «Мессіну», де відіграв наступний сезон, але не врятував команду від вильоту з Серії А. Після цього Юліано пів року залишався без клубу і лише взимку 2008 року відправився в «Равенну» з Серії Б. Граючи за цей клуб, Юліано виявився втягнутим у скандал, пов'язаний з тим, що тест на допінг дав позитивний результат — Марк вживав кокаїн. За рішенням Федерації Футболу Італії термін дискваліфікації склав два роки.
Після завершення дискваліфікації Юліано протягом 2010–2012 років виступав за аматорський клуб «Сан Дженезьо», після чого у віці 38 років остаточно завершив кар'єру.
Всього за свою кар'єру він провів 212 матчів у Серії А і забив 7 голів, а також 94 гри і 2 голи в Серії Б.

## Виступи за збірну
Після хорошого сезону 1997/98 Юліано міг опинитись в заявці збірної Італії на чемпіонаті світу у Франції, куди він міг потрапити завдяки  травмі Феррари. Проте травмованого вже по ходу чемпіонату Несту Чезаре Мальдіні замінив не на перспективного і молодого Юліано, а на досвідченого ветерана Джузеппе Бергомі. Ставши в центрі оборони скуадри адзурри разом з Фабіо Каннаваро, він не дозволив пробити Пальюку навіть майбутнім Чемпіонам Світу французам, які пройшли збірну Італії лише у серії післяматчевих пенальті. Після мундіалю Бергомі завершив кар'єру у збірній, що відкрило дорогу молодому Юліано.
5 вересня 1998 року він дебютував в офіційних матчах у складі національної збірної Італії в першому матчі відбору на чемпіонат Європи 2000 року проти збірної Уельсу (2:0). Незважаючи на те, що цей матч став для нього єдиним у вдалій для італійців кваліфікації, Діно Дзофф включив Юліано у заявку на фінальний турнір у Бельгії та Нідерландах. У збірній на чемпіонаті Європи Дзофф використовував Марка на не зовсім звичній для нього позиції лівого захисника. В результаті Юліано зіграв у всіх шести матчах і разом зі своїми партнерами дійшов до фіналу, де «сквадра адзурра» знову поступилася французам у драматичному поєдинку.
У відборі на наступний чемпіонат світу Юліано знову зіграв лише в одному матчі, але знову був включений в заявку на турнір в Японії і Південній Кореї, незважаючи на те, що навіть в клубі Марк не завжди потрапляв у склад на гру. На мундіалі команда Джованні Трапаттоні в одній восьмій фіналу зазнала несподіваної поразки від господарів корейців (1:2), а цей матч став єдиним для Юліано на турнірі.
Останній матч за збірну Юліано провів 20 листопада 2002 року у товариській грі проти збірної Туреччини (1:1). Всього протягом кар'єри у національній команді, яка тривала 5 років, провів у формі головної команди країни 19 матчів, забивши 1 гол.

## Кар'єра тренера
Розпочав тренерську кар'єру відразу ж по завершенні кар'єри гравця, 2012 року, увійшовши до тренерського штабу клубу «Павія».
В подальшому входив до тренерського штабу клубу «Латина». 4 січня 2015 року Юліано став головним тренером «Латини», де працював до 2 листопада, після чого був звільнений після чергової поразки від «Брешії».

## Статистика виступів

### Статистика виступів за клуб
| Чемпіонат | Чемпіонат     | Чемпіонат | Ліга | Ліга |
| Сезон     | Клуб          | Ліга      | Ігри | Голи |
| Італія    | Італія        | Італія    | Ліга | Ліга |
| --------- | ------------- | --------- | ---- | ---- |
| 1990/91   | «Салернітана» | Серія B   | 2    | 0    |
| 1991/92   | «Салернітана» | Серія C1  | 27   | 0    |
| 1992/93   | «Болонья»     | Серія B   | 24   | 1    |
| 1993/94   | «Монца»       | Серія B   | 16   | 0    |
| 1994/95   | «Салернітана» | Серія B   | 22   | 0    |
| 1995/96   | «Салернітана» | Серія B   | 32   | 1    |
| 1996/97   | «Ювентус»     | Серія А   | 21   | 1    |
| 1997/98   | «Ювентус»     | Серія А   | 25   | 1    |
| 1998/99   | «Ювентус»     | Серія А   | 20   | 1    |
| 1999/00   | «Ювентус»     | Серія А   | 32   | 0    |
| 2000/01   | «Ювентус»     | Серія А   | 23   | 0    |
| 2001/02   | «Ювентус»     | Серія А   | 27   | 1    |
| 2002/03   | «Ювентус»     | Серія А   | 21   | 1    |
| 2003/04   | «Ювентус»     | Серія А   | 18   | 2    |
| Іспанія   | Іспанія       | Іспанія   | Ліга | Ліга |
| 2004/05   | «Мальорка»    | Ла Ліга   | 15   | 1    |
| 2005/06   | «Мальорка»    | Ла Ліга   | 14   | 3    |
| Італія    | Італія        | Італія    | Ліга | Ліга |
| 2005/06   | «Сампдорія»   | Серія А   | 4    | 0    |
| 2006/07   | «Мессіна»     | Серія А   | 21   | 0    |
| 2007/08   | «Равенна»     | Серія B   | 10   | 2    |
| Країна    | Італія        | Італія    | 345  | 11   |
| Країна    | Іспанія       | Іспанія   | 29   | 4    |
| Всього    | Всього        | Всього    | 374  | 15   |

### Статистика виступів за збірну
| Дата       | Місто             | Господарі | Результат             | Гості          | Турнір                | Голи | Примітки   |
| ---------- | ----------------- | --------- | --------------------- | -------------- | --------------------- | ---- | ---------- |
| 5-9-1998   | Ліверпуль         | Уельс     | 0 – 2                 | Італія         | Відбір до ЧЄ 2000     | -    |            |
| 13-11-1999 | Лечче             | Італія    | 1 – 3                 | Бельгія        | товариський матч      | -    | 46'        |
| 23-2-2000  | Палермо           | Італія    | 1 – 0                 | Швеція         | товариський матч      | -    | 76'        |
| 26-4-2000  | Реджо-Калабрія    | Італія    | 2 – 0                 | Португалія     | товариський матч      | 1    |            |
| 3-6-2000   | Осло              | Норвегія  | 1 – 0                 | Італія         | товариський матч      | -    | 87'        |
| 11-6-2000  | Арнем             | Туреччина | 1 – 2                 | Італія         | ЧЄ 2000 - 1-й етап    | -    | 62'        |
| 14-6-2000  | Брюссель          | Італія    | 2 – 0                 | Бельгія        | ЧЄ 2000 - 1-й етап    | -    |            |
| 19-6-2000  | Ейндговен         | Італія    | 2 – 1                 | Швеція         | ЧЄ 2000 - 1-й етап    | -    | 46'        |
| 24-6-2000  | Брюссель          | Італія    | 2 – 0                 | Румунія        | ЧЄ 2000 - чвертьфінал | -    |            |
| 29-6-2000  | Амстердам         | Італія    | 0 – 0 д.ч. (3-1 п.п.) | Нідерланди     | ЧЄ 2000 - півфінал    | -    |            |
| 2-7-2000   | Роттердам         | Франція   | 2 – 1                 | Італія         | ЧЄ 2000 - Фінал       | -    | 2-ге місце |
| 3-9-2000   | Будапешт          | Угорщина  | 2 – 2                 | Італія         | Відбір до ЧС 2002     | -    |            |
| 7-11-2001  | Сайтама (Сайтама) | Японія    | 1 – 1                 | Італія         | товариський матч      | -    |            |
| 13-2-2002  | Катанія           | Італія    | 1 – 0                 | США            | товариський матч      | -    |            |
| 27-3-2002  | Лідс              | Англія    | 1 – 2                 | Італія         | товариський матч      | -    | 57'        |
| 18-5-2002  | Прага             | Чехія     | 1 – 0                 | Італія         | товариський матч      | -    | 46'        |
| 18-6-2002  | Теджон            | Італія    | 1 – 2                 | Південна Корея | ЧС 2002 - 1/8 фіналу  | -    |            |
| 21-8-2002  | Трієст            | Італія    | 0 – 1                 | Словенія       | товариський матч      | -    | 46'        |
| 20-11-2002 | Пескара           | Італія    | 1 – 1                 | Туреччина      | товариський матч      | -    |            |
| Усього     |                   | Матчів    | 19                    |                | Голів                 | 1    |            |

## Титули і досягнення
- Чемпіон Італії (4):

«Ювентус»: 1996-97, 1997-98, 2001-02, 2002-03
- Володар Суперкубка Італії з футболу (3):

«Ювентус»: 1997, 2002, 2003
- Володар Суперкубка УЄФА (1):

«Ювентус»: 1996
- Володар Міжконтинентального кубка (1):

«Ювентус»: 1996
- Володар Кубка Інтертото (1):

«Ювентус»: 1999
- Віце-чемпіон Європи: 2000
- Кавалер ордена «За заслуги перед Італійською Республікою»: 2000[14].